# ویلووبروک (کانزاس)
ویلووبروک (به انگلیسی: Willowbrook) شهری در ایالت کانزاس کشور ایالات متحده آمریکا است که جمعیت آن در سرشماری سال ۲۰۱۰ میلادی، ۸۷ نفر بوده‌است.